# Serena Malfi
Serena Malfi (Pomigliano d'Arco, Nápoles, 19 de julio de 1985) es una mezzosoprano Italiana de creciente trayectoria en grandes teatros líricos internacionales, especializada en el repertorio belcantista y mozartiano. Estudio en el concervatorio Santa Cecilia de Roma. Debutó en la Opernhaus Zürich como Rosina en  Il barbiere di Siviglia de Rossini en el 2009, haciendo su debut en la Ópera Garnier en París en La Cenerentola de Rossini en 2013. 
Ha cantado   Il barbiere di Siviglia,  La Cenerentola, La clemenza di Tito, Don Giovanni, Il Flaminio, La Salustia  y Agrippina entre otras.
Desde 2010 se presenta en los más prestigiosos teatros de ópera del mundo, tales como Wiener Staatsoper, Ópera Garnier de París, Teatro Comunale de Florencia,  Teatro Real de Madrid, Palau de les Arts Reina Sofia de Valencia entre otros. 
En 2012 debutó en el Teatro Colón de Buenos Aires con La Cenerentola, regresó en 2013 como Cherubino en Las Bodas de Fígaro junto a Erwin Schrott y Majia Kovalevska.
Destacada por la crítica internacional y reconocida por el público por su calidad artística. 

## DVD en los que participó
- Pergolesi, Il Flaminio', Dantone.
- Pergolesi, La Salustia, Rovaris.